# Patrik Myslovič
Patrik Myslovič (Turčianske Teplice, 28 maggio 2001) è un calciatore slovacco, centrocampista del Levski Sofia.

## Caratteristiche tecniche
È un centrocampista centrale.

## Carriera

### Club
Cresciuto nel settore giovanile dello Žilina, ha esordito in prima squadra il 23 febbraio 2019 in occasione dell'incontro del campionato slovacco vinto 1-0 contro il Senica.

### Nazionale
Ha giocato nelle nazionali giovanili slovacche Under-19 ed Under-21.

## Statistiche
Statistiche aggiornate al 17 novembre 2020.

### Presenze e reti nei club
| Stagione        | Squadra         | Campionato      | Campionato | Campionato | Coppe nazionali | Coppe nazionali | Coppe nazionali | Coppe continentali | Coppe continentali | Coppe continentali | Altre coppe | Altre coppe | Altre coppe | Totale | Totale | Totale |
| Stagione        | Squadra         | Comp            | Pres       | Reti       | Comp            | Pres            | Reti            | Comp               | Pres               | Reti               | Comp        | Pres        | Reti        | Pres   | Reti   |        |
| --------------- | --------------- | --------------- | ---------- | ---------- | --------------- | --------------- | --------------- | ------------------ | ------------------ | ------------------ | ----------- | ----------- | ----------- | ------ | ------ | ------ |
| 2017-2018       | Žilina II       | 1L              | 2          | 0          |                 | -               | -               |                    | -                  | -                  |             | -           | -           | 2      | 0      |        |
| 2018-2019       | Žilina II       | 1L              | 11         | 0          |                 | -               | -               |                    | -                  | -                  |             | -           | -           | 11     | 0      |        |
| 2019-2020       | Žilina II       | 1L              | 4          | 0          |                 | -               | -               |                    | -                  | -                  |             | -           | -           | 4      | 0      |        |
| 2020-2021       | Žilina II       | 1L              | 11         | 2          |                 | -               | -               |                    | -                  | -                  |             | -           | -           | 11     | 2      |        |
| 2021-2022       | Žilina II       | 1L              | 10         | 1          |                 | -               | -               |                    | -                  | -                  |             | -           | -           | 10     | 1      |        |
| 2018-2019       | Žilina          | SL              | 6          | 0          | CS              | 1               | 0               |                    | -                  | -                  |             | -           | -           | 7      | 0      |        |
| 2019-2020       | Žilina          | SL              | 10         | 1          | CS              | 1               | 0               |                    | -                  | -                  |             | -           | -           | 11     | 1      |        |
| 2020-2021       | Žilina          | SL              | 22+2       | 2+0        | CS              | 7               | 1               | UEL                | 1                  | 1                  |             | -           | -           | 32     | 4      |        |
| 2021-2022       | Žilina          | SL              | 21+1       | 3+0        | CS              | 3               | 0               | UECL               | 6                  | 0                  |             | -           | -           | 31     | 3      |        |
| 2022-gen. 2023  | Žilina          | SL              | 18         | 4          | CS              | 3               | 0               |                    | -                  | -                  |             | -           | -           | 21     | 4      |        |
| gen.-giu. 2023  | Aberdeen        | SP              | 4          | 0          | CS+CdL          | 1+0             | 0               |                    | -                  | -                  |             | -           | -           | 5      | 0      |        |
| Totale carriera | Totale carriera | Totale carriera | 122        | 13         |                 | 16              | 1               |                    | 7                  | 1                  |             | -           | -           | 145    | 15     |        |